# Al Djabal al Gharbi
Al Djabal al Gharbi (en arabe : الجبل الغربي) est une des 22 chabiyat de Libye.
Sa capitale est Gharyan.